# Charles Achille Simon

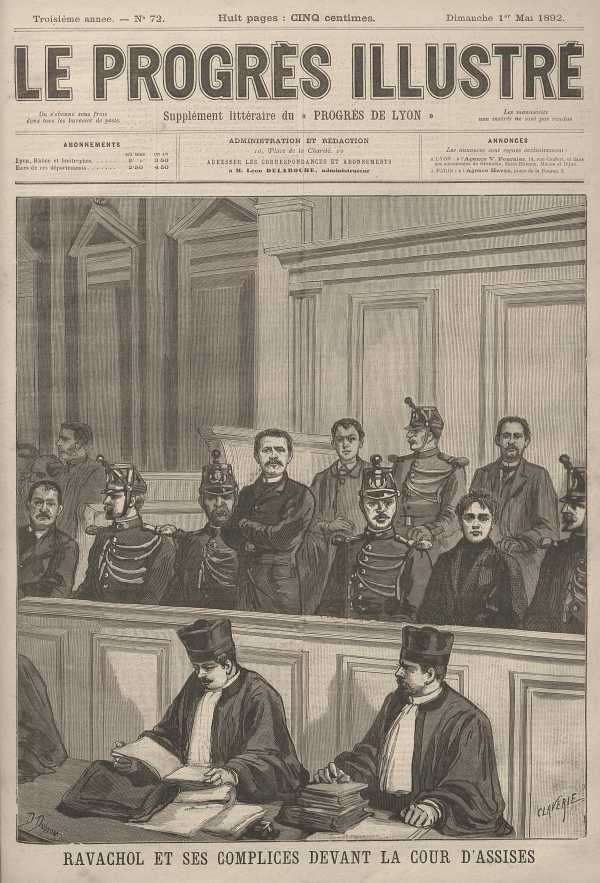
Capa do jornal Progrès illustré Charles Achille Simon logo atrás de Ravachol durante o julgamento na corte de Assisses.

Charles Achille Simon (Loiret, ??? - Caiena, {{morte|22|10|1894 de outubro]] de 1894) foi um anarquista ilegalista adepto da Propaganda pelo Ato, também conhecido por seus apelidos  Biscoito ou Ravachol II.
O jovem aprendiz de vidraceiro se revoltaria ante a injustiça do processo que condenaria os libertários Decamps e Dardare, integrando o grupo de anarquistas de Saint Denis e tornando-se cúmplice do famoso ilegalista Ravachol. Simon o ajudaria no reconhecimento da casa no de M. Benoit, o juiz da corte de justiça que havia condenado os dois anarquistas a pena capital. Posteriormente, em 2 de março de 1892 Ravachol colocaria uma de suas famosas bombas na do juiz destruindo boa parte dela, sem, no entanto, deixar vítimas.
Após serem presos, entre os dias 24 e 26 de abril, tanto Ravachol quanto Simon seriam considerados culpados pelo tribunal da corte de Assisses. Enquanto o primeiro seria enviado a guilhotina, o segundo seria deportado para o arquipélago de Salut (Caiena, Guiana Francesa) onde cumpriria a pena de trabalhos forçados perpétuos. A época, Simon tinha apenas 18 anos.
Nas prisões do arquipélago conheceria outros anarquistas notórios, entre eles o famoso ilegalista expropriador Clément Duval.
Em 22 de Outubro de 1894, durante o evento conhecido como Revolta e Massacre nas Ilhas de Salut, após se refugiar no topo de um coqueiro e não obedecer a ordem de um guarda para descesse, Simon seria abatido a tiros enquanto gritava "Viva a Anarquia!".
Naquele e nos próximos dias os carcereiros e guardas da prisão executariam muitos outros anarquistas. Entre estes foram mortos Marsevin, Lebault, Jules Leon Leauthier, Dervaux, Boesie, Garnier, Benoit Chevenet, Kervaux, Marmes, Edouard Aubin Marpaux, Mattei, Maxime Lebeau, Mazarquil, Henri Pierre Meyrveis, Auguste Alfred Faugoux, Thiervoz, e Bernard Mamert.